# سبیلاسویل (مریلند)
سبیلاسویل (به انگلیسی: Sabillasville) شهری در ایالت مریلند کشور ایالات متحده آمریکا است که جمعیت آن در سرشماری سال ۲۰۱۰ میلادی، ۳۵۴ نفر بوده‌است.